# Rua Sarmento Leite
A Rua Sarmento Leite é uma importante rua da cidade brasileira de Porto Alegre, capital do estado do Rio Grande do Sul, e está localizada no bairro centro. O CEP da Rua Sarmento Leite é 90050-170. Começa na Avenida Independência, junto à Praça Dom Sebastião, e termina na Rua José do Patrocínio.
É predominantemente comercial, com 6,20% de estabelecimentos comerciais. Com mais de 666 domicílios, a Rua Sarmento Leite caracteriza-se por 4,35% de domicílios constituído de casas, sobrados ou similares, e 95,65% de edifícios de apartamentos ou conjuntos residenciais, com vários domicílios de distintas famílias.

## Histórico[3][4]
Era conhecida como o Beco do Juca da Olaria no trecho compreendido entre a Avenida João Pessoa e a Rua José do Patrocínio, conforme o historiador Antônio Álvares Pereira Coruja descreveu em seu livro Antigualhas: “Era outra travessa entre a Várzea e a Rua da Olaria, na qual residia com sua família e tinha seu estabelecimento o bom velho, nosso conhecido e há poucos anos falecido, José de Souza Costa, geralmente denominado Juca da Olaria; e o seu estabelecimento Olaria do Juca, para a diferenciar da do Joãozinho que lhe ficava próxima”. Esse trecho mais antigo da atual Rua Sarmento Leite já aparecia em 1839, sem nome, na planta da cidade da autoria de L. P. Dias, protegida pelo entrincheiramento que resguardava a cidade na Revolução Farroupilha. Além de ser conhecido como Beco do Juca da Olaria, também recebia outras denominações, como Beco do José de Souza Costa e Beco do Israel Paiva.
Em 1845, o vereador Lopo Gonçalves solicitou que fossem executadas melhorias nas condições de trânsito da Rua da Olaria, “por causa das muitas águas que a ela acorrem do lado da Várzea, acontecendo o mesmo nas quatro ruas travessas”.
Em 1857, o segmento da rua entre a Praça da Conceição (atual Praça Dom Sebastião) e a Avenida Osvaldo Aranha recebeu a denominação de Rua da Conceição.
Em 1874, a Câmara contratou o aterro da Travessa da Olaria com a Companhia Carris Porto-Alegrense, que instalara sua sede na esquina da Várzea e precisava manter a travessa em boas condições, pois havia construído 330 metros de trilhos na mesma travessa, para uma ligação auxiliar entre suas duas linhas principais, a da Rua da Margem (atual Rua João Alfredo) e a da Várzea (atual Avenida João Pessoa).
Em 1874 foram realizados aterros na Rua da Conceição, desde a Igreja Nossa Senhora da Conceição até o Campo do Bom Fim, pondo-se uma camada de cascalho sobre o aterro e o abaulamento.
Em 1876, a denominação de Travessa da Olaria foi alterada para Travessa 1° de Março, lembrando o término da Guerra do Paraguai, em 1870.
Em 1866, a Companhia Hidráulica Porto-Alegrense instalou um dos seus chafarizes entre os dois segmentos interrompidos da rua, em plena Várzea. Quando a ligação entre a Rua da Conceição e a Travessa 1° de Março foi executada, o chafariz acabou ficando no meio da via pública, o que determinou sua retirada em 1907.
Em 1935 foi denominada de Rua Sarmento Leite tanto a antiga Travessa 1° de Março como o prolongamento da Rua da Conceição até encontrar a Avenida Independência, em homenagem ao doutor Eduardo Sarmento Leite da Fonseca, diretor da Faculdade de Medicina, e falecido naquele ano. A homenagem havia sido solicitada pelos doutorandos daquela faculdade.

### Referência bibliográfica
- Franco, Sérgio da Costa. Guia Histórico de Porto Alegre. Porto Alegre: Editora da Universidade (UFRGS)/Prefeitura Municipal, 1992